# 鴨池・垂水フェリー

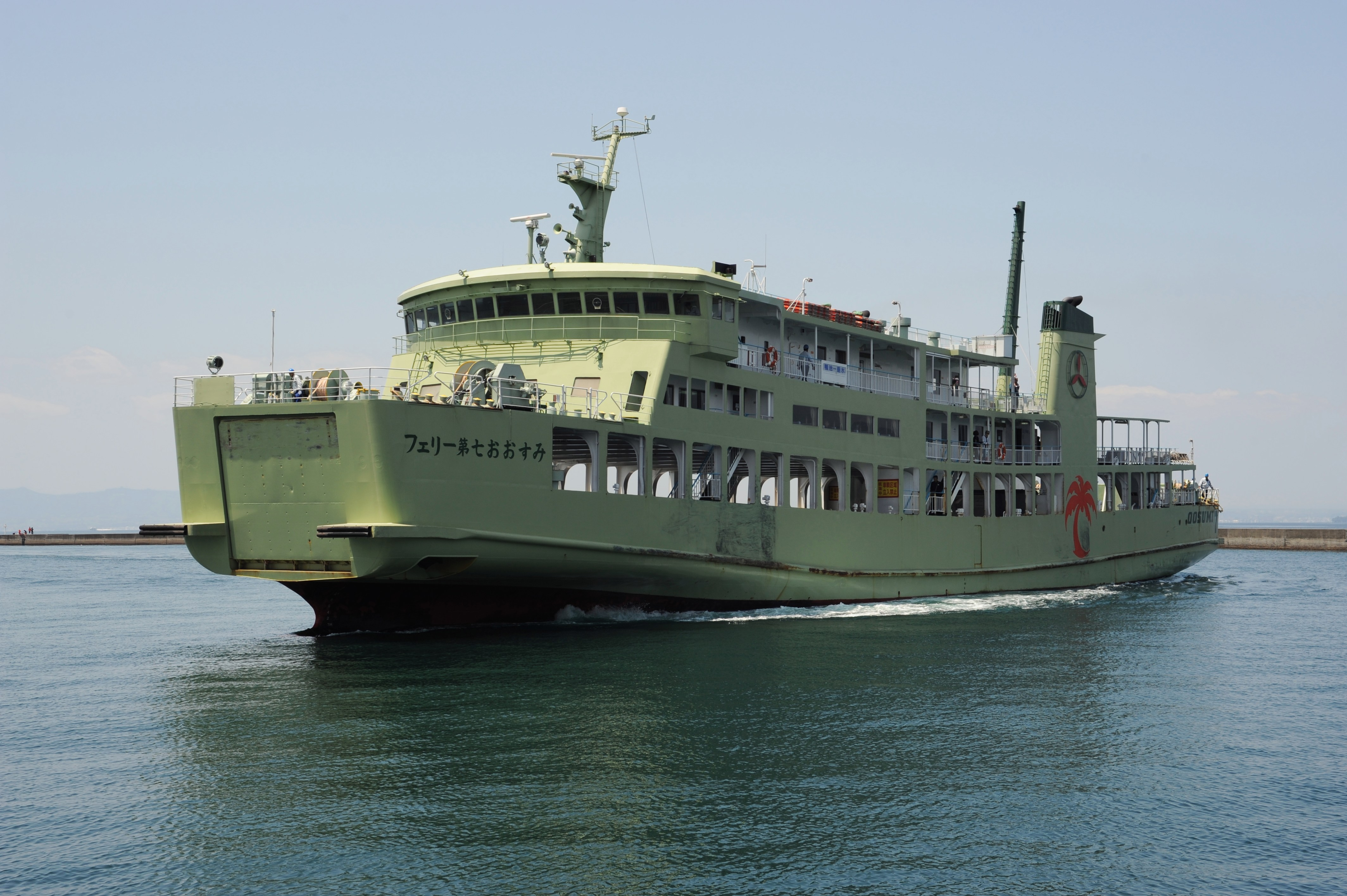
フェリー第七おおすみ

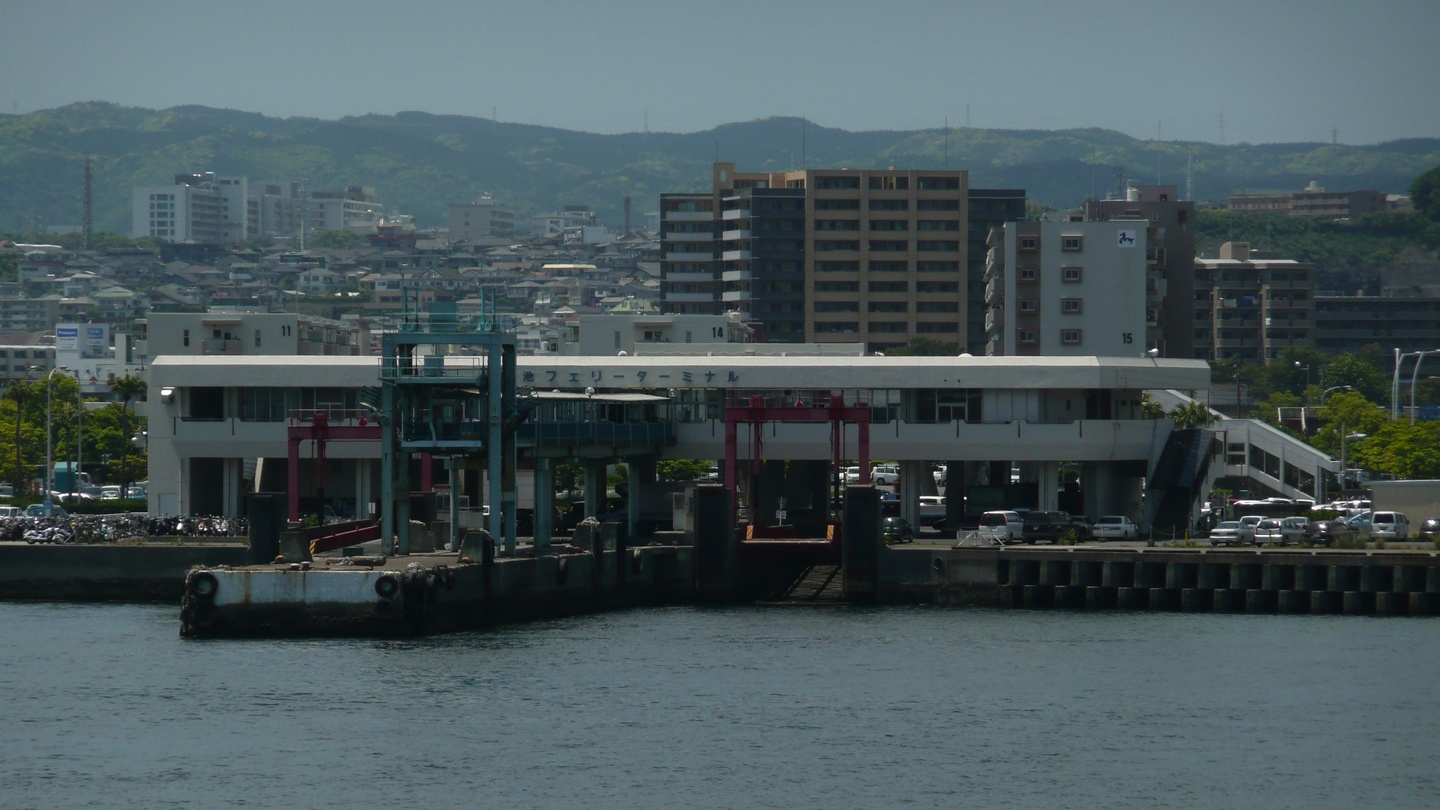
鴨池港

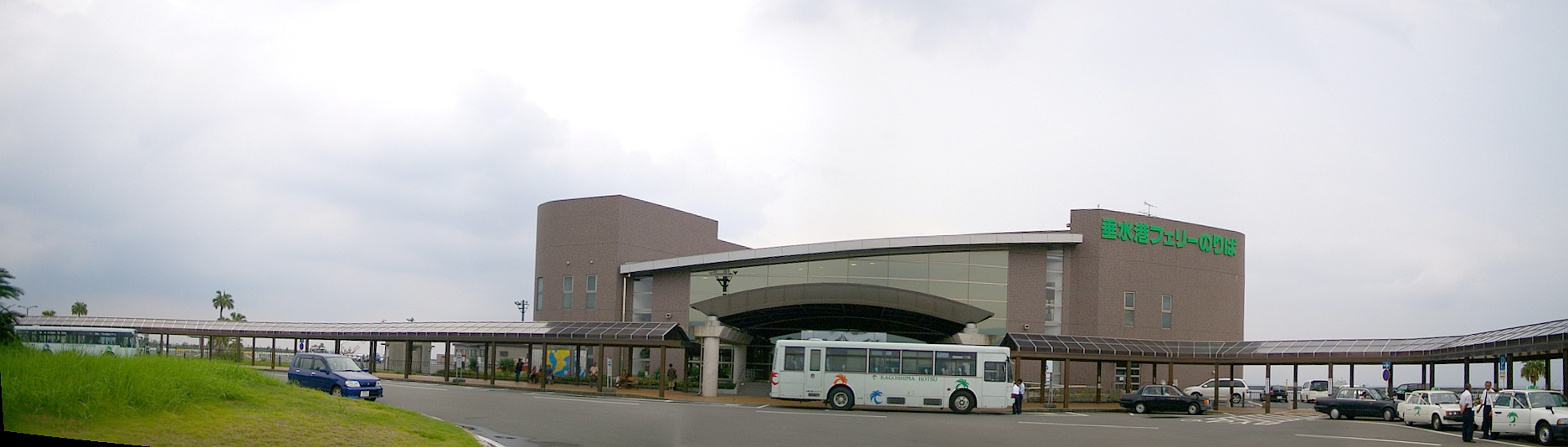
垂水港

鴨池・垂水フェリー（かもいけたるみずフェリー、通称垂水フェリー）は、鹿児島県鹿児島市の鴨池港と、鹿児島県垂水市の垂水港との間を結ぶフェリー。いわさきコーポレーション傘下の鹿児島交通が運営する。2011年11月末までは同じくいわさきコーポレーション傘下の大隅交通ネットワークが運営していた。
本項では同一グループによって運営されてきた鹿児島湾内の航路全般についても概説する。 

## 歴史

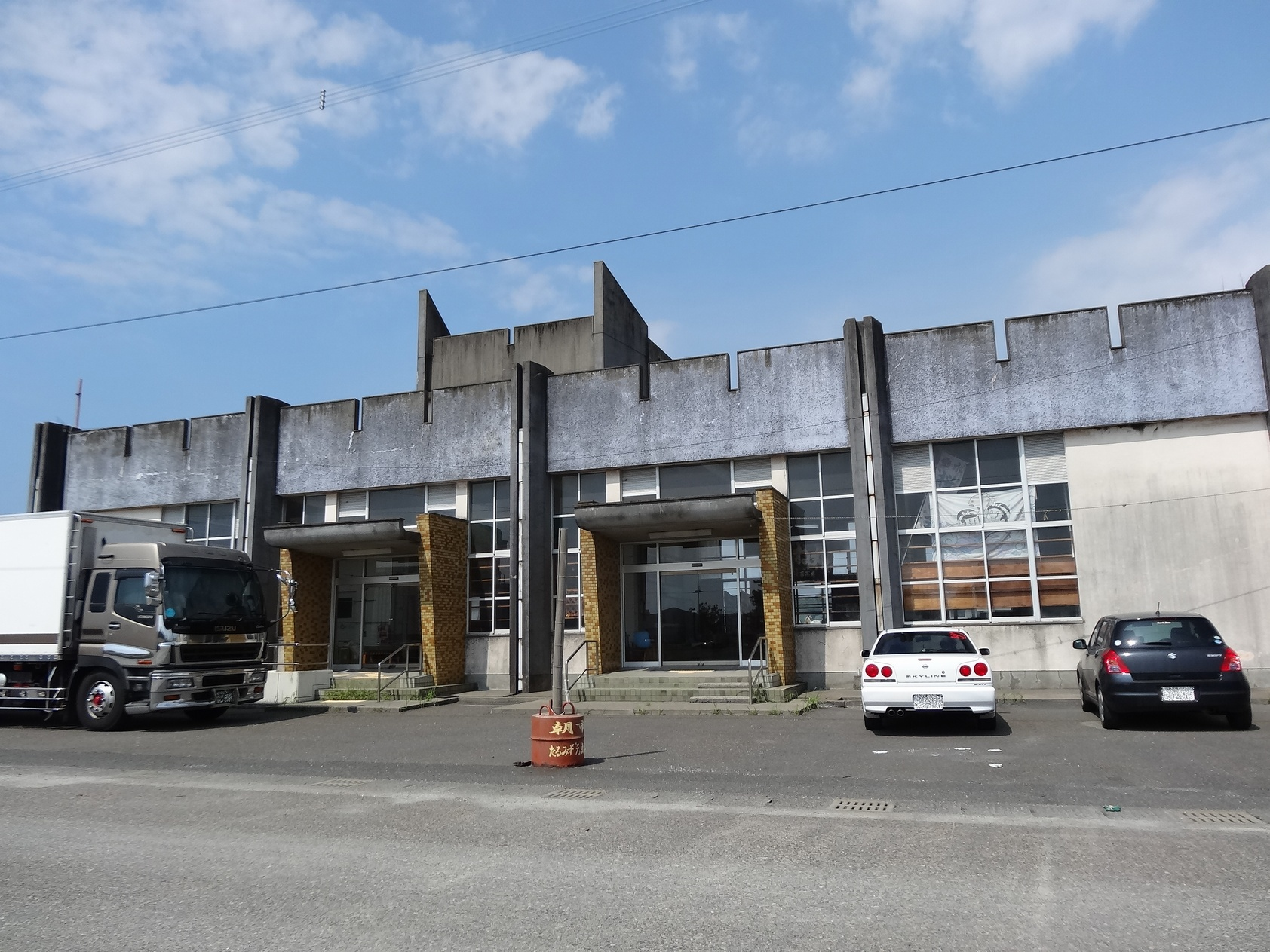
旧・垂水港フェリーターミナル（1998年まで使用、2013年撮影）

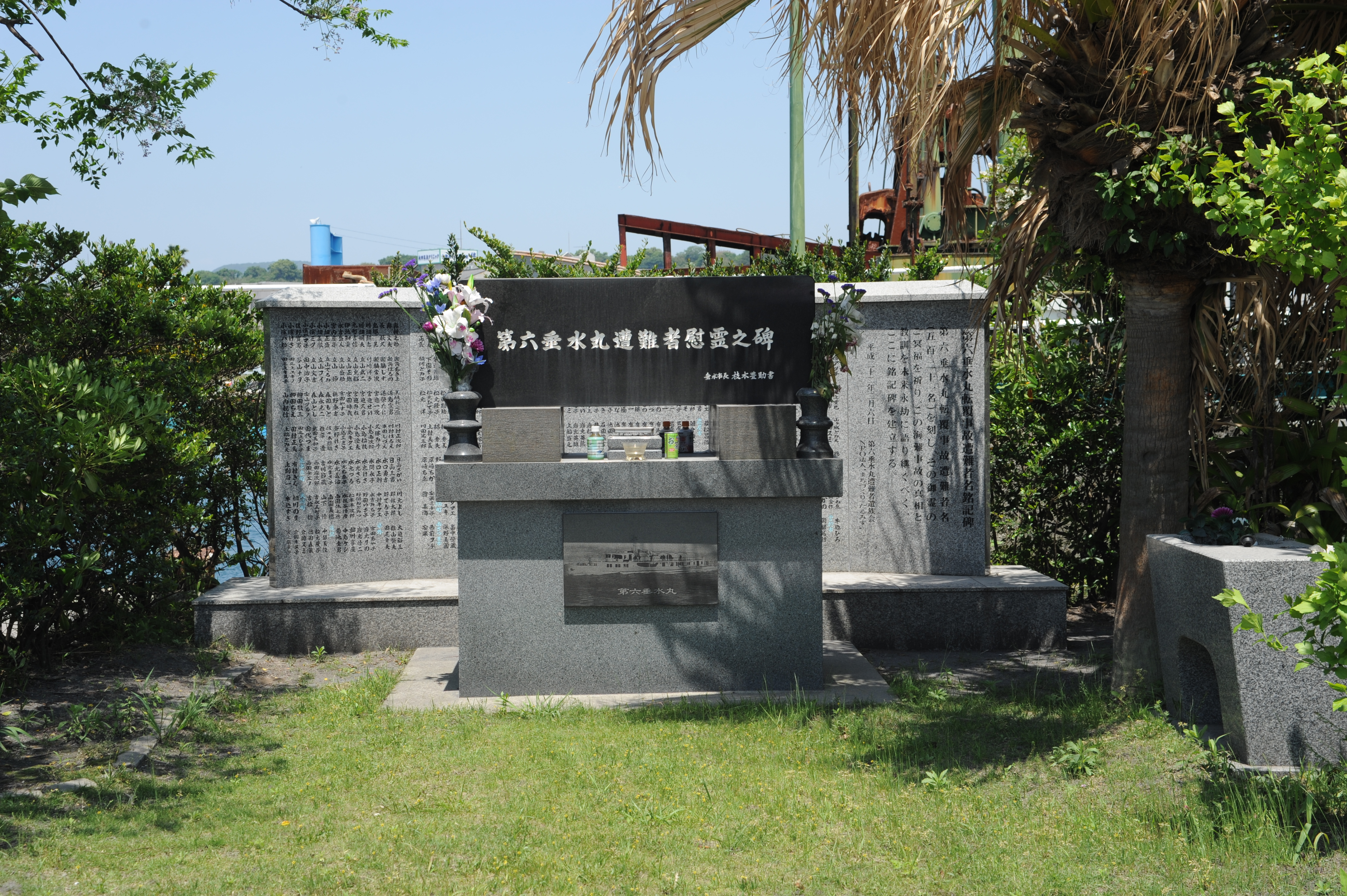
第六垂水丸遭難者慰霊之碑 (垂水港)

1918年（大正7年）に町田一平（当時の肝属郡会議長）により鹿児島垂水間の定期船の往復便（1日2往復、料金40銭）を復活させたことに始まり、1921年（大正10年）に垂水発動機船組合が発足した。1930年（昭和5年）に垂水発動船株式会社に改組、1935年（昭和10年）には社名を垂水汽船株式会社に変更した。
発足当時、鹿児島湾内では九州商船と鹿児島湾内汽船が連携して航路を運営していたが、垂水汽船の参入によって三社間で激しい競争となり、運賃は当初の50銭から最終的に15銭まで下がったほか、各社とも新鋭船を投入してスピードを競い、知事の行政命令によって運航間隔を20分以上と制限されるまでに至った。昭和初期まで続いた競争の結果、鹿児島湾内汽船が脱落し、以後は垂水汽船と九州商船が湾内航路の運航を行う形となった。
戦時中の1944年（昭和19年）2月6日には第六垂水丸の沈没事故が発生し、500名余が犠牲となった（第六垂水丸遭難事故）。
1960年（昭和35年）には九州商船から鹿児島湾内航路を買収、社名を南海郵船に変更した。この時期には南国交通が筆頭株主となっていたが、1966年（昭和41年）にいわさきグループの傘下となり、三州自動車（バス事業者、現在のいわさきグループ）との一貫経営が行われるようになった。
1968年（昭和43年）時点では主力の鹿児島 - 垂水航路のほか、鹿児島 - 鹿屋(古江)- 大根占、鹿児島 - 海潟、鹿児島 - 古里、大根占 - 指宿 - 山川、の各航路が運航され、錦江湾フェリーの湾口航路・山川 - 根占、山川 - 佐多(伊座敷)と合わせ、ほぼ鹿児島湾内全域をカバーしていた。
1974年（昭和49年）、鹿児島 - 垂水航路は鹿児島側の発着場所を鴨池港に変更の上、フェリー化された。運営母体はその後、大隅交通ネットワーク、垂水フェリー、さらに鹿児島交通と変遷したが、航路は1998年（平成10年）に垂水側の発着場所を垂水新港に変更したのみで、2022年（令和4年）現在もほぼ同一ルートを通っている。
一方、その際鹿児島港ボサド桟橋発着の旅客船航路は大幅に縮小され、鹿児島 - 垂水の一日一往復、鹿児島 - 鹿屋 - 大根占 - 山川 - 鹿児島の一日一便を残すのみとなった。1987年（昭和62年）に高速船を導入、鹿児島 - 鹿屋 - 指宿に一日3往復の運航となるものの、ほどなく減便、鹿児島港の発着場所の変更などを経て、1998年（平成10年）には休航となった。

## 航路
鹿児島市の鴨池港と垂水市の垂水港を35分程度の所要時間で結んでいる。海上距離は15Kmである。IC乗車カードであるいわさきICカード、RapiCaが使用可能であり、両カードを利用した場合は通常片道旅客運賃が1割引となる。

## 船舶
2011年9月のダイヤ改正による減便以降は3隻体制で運航されている。

### 運航中の船舶

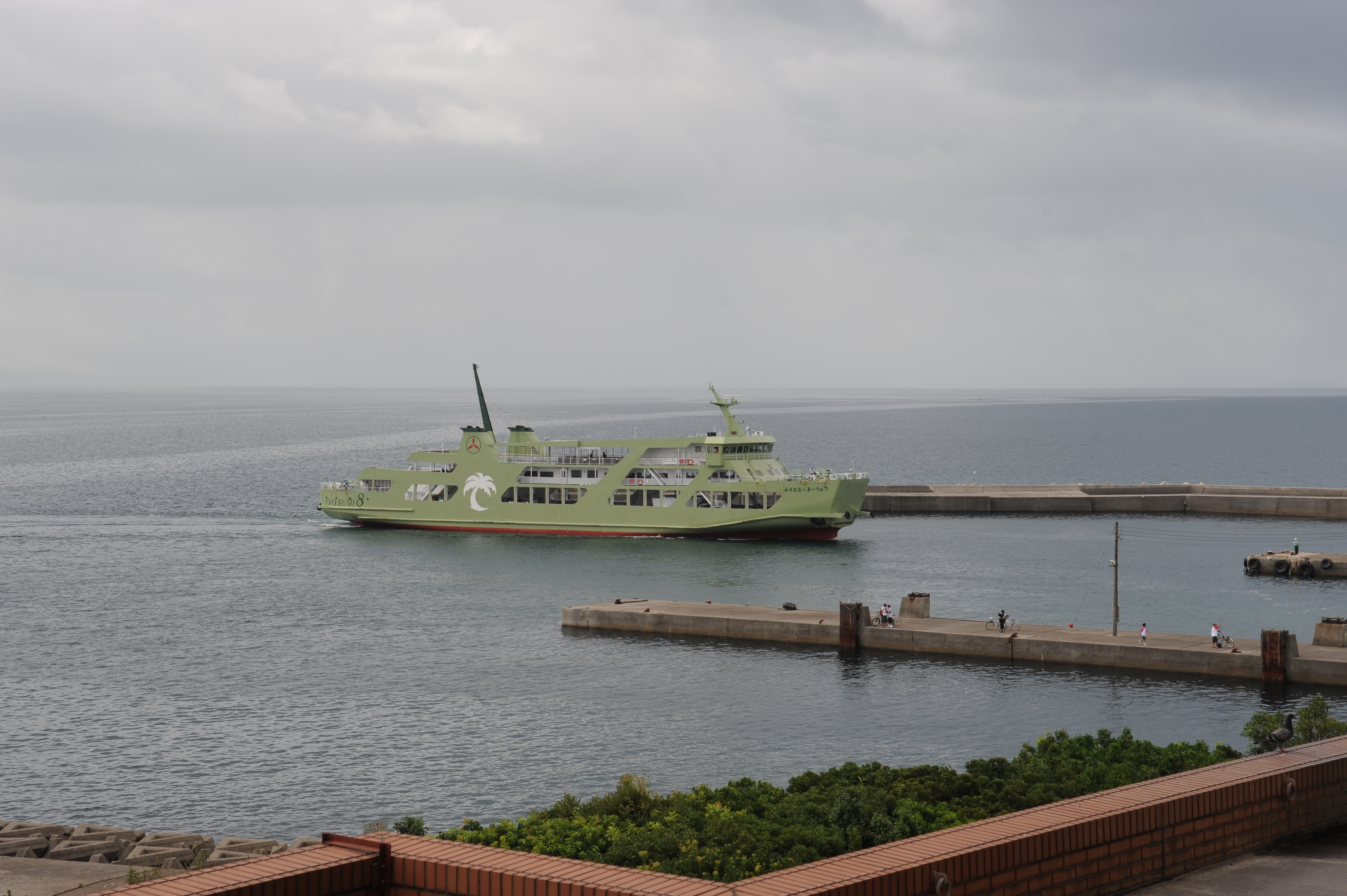
フェリー第八おおすみ

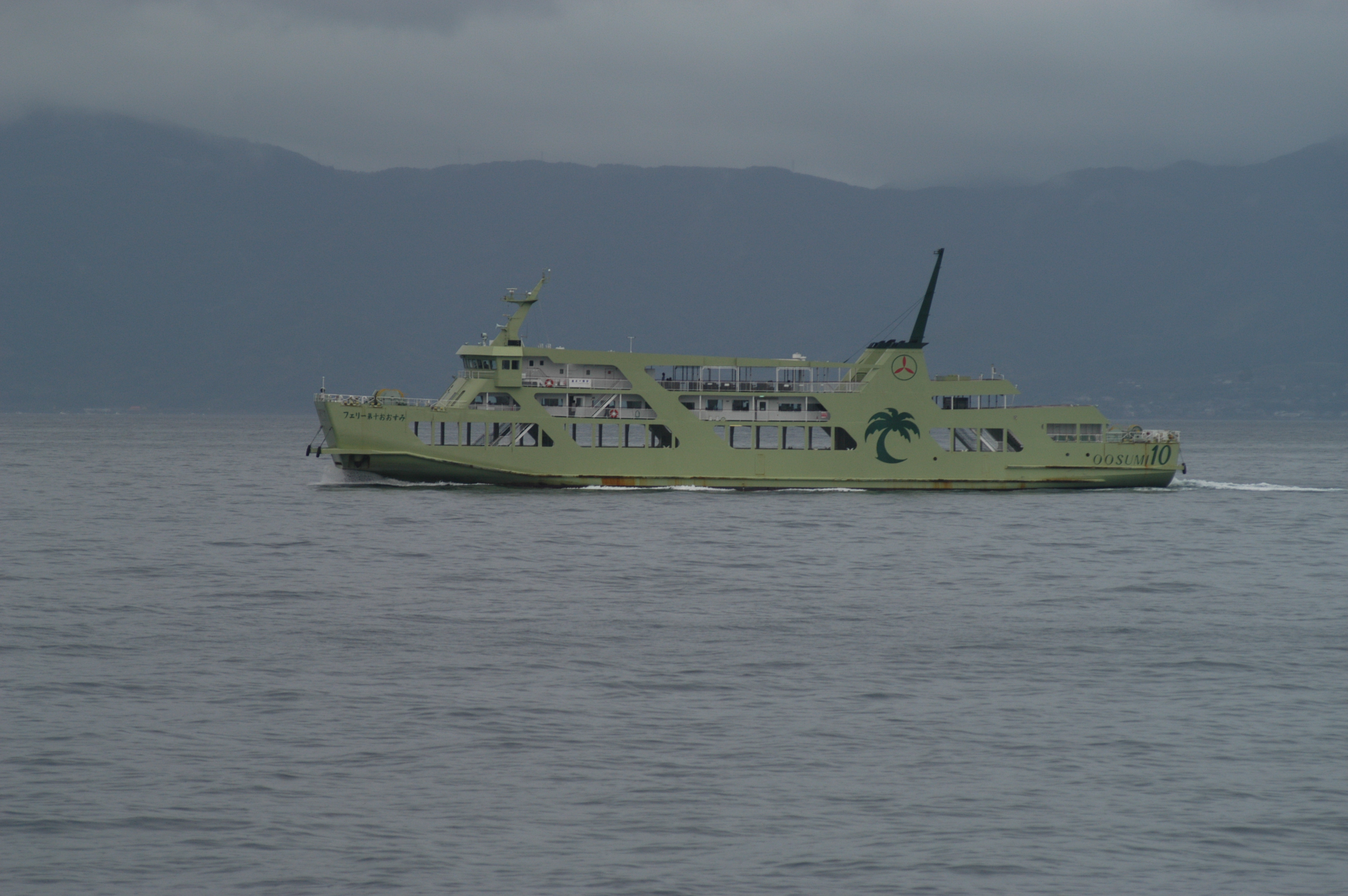
フェリー第十おおすみ

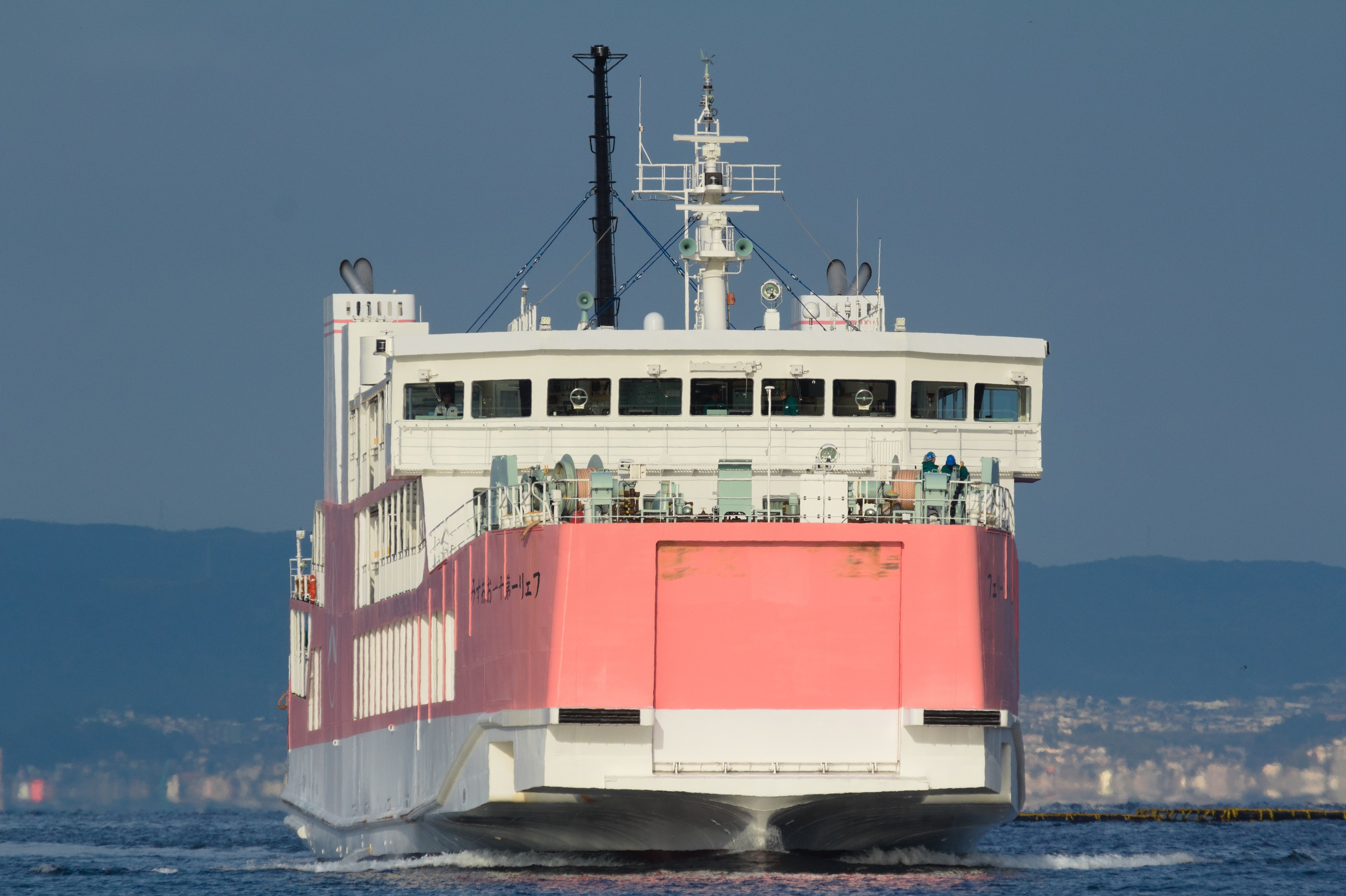
フェリー第十一おおすみ

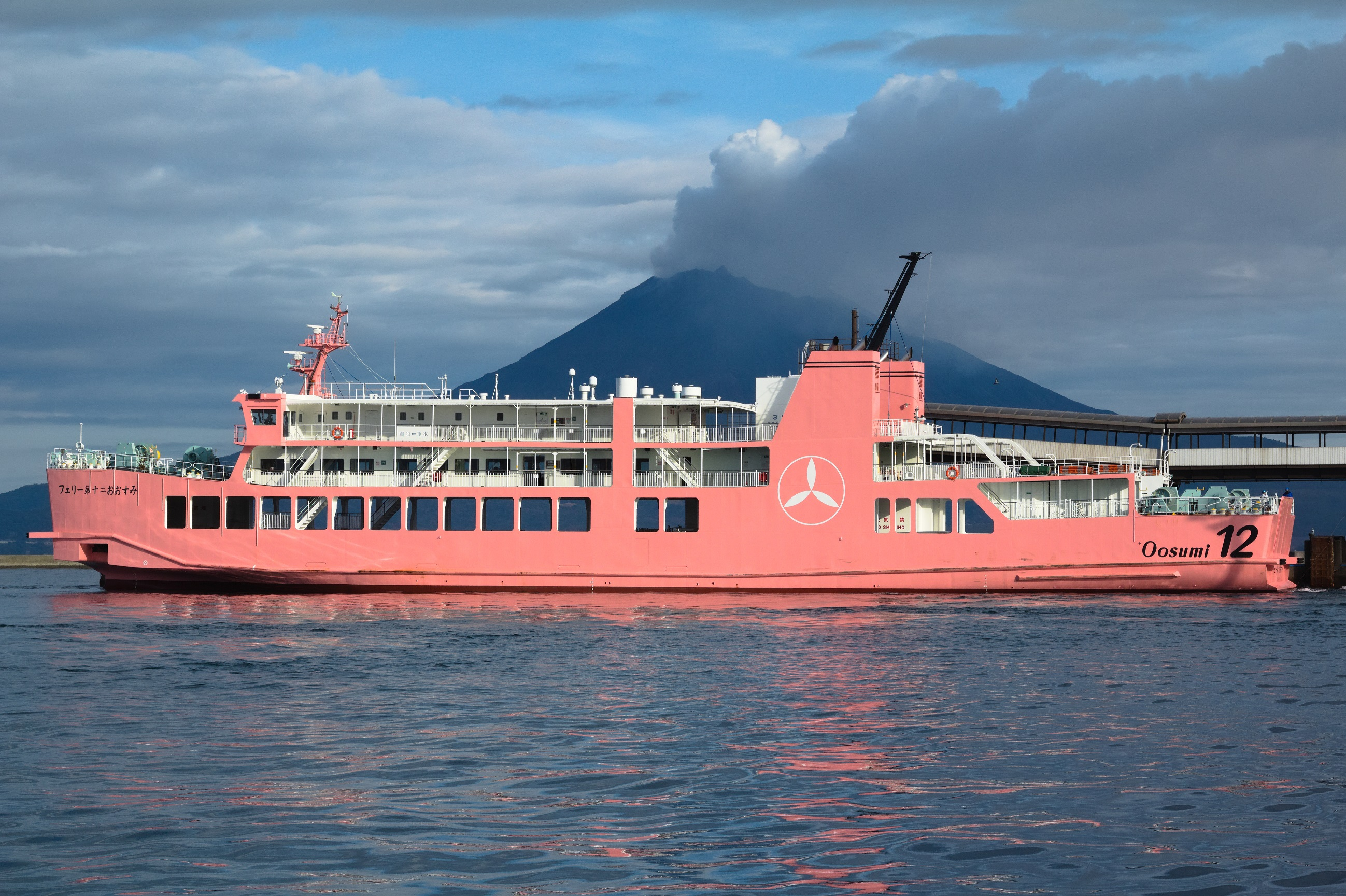
フェリー第十二おおすみ

- フェリー第七おおすみ

1991年9月竣工、新浜造船所建造（第811番船）
全長77.0m、幅13.3m、深さ4.69m、ディーゼル×2基、4,600PS、航海速力16.5ノット、旅客定員737名
- フェリー第八おおすみ

1994年4月竣工、神田造船所川尻工場建造（第354番船）
1,498総トン、全長77.26m、幅13.3m、深さ4.7m、ディーゼル×2基、4,600PS、航海速力16.8ノット、旅客定員738名
- フェリー第十おおすみ

1994年6月竣工、神田造船所川尻工場建造（第355番船）
1,503総トン、全長77.26m、幅13.3m、深さ4.7m、ディーゼル×2基、4,600PS、航海速力16.8ノット、旅客定員738名
- フェリー第十一おおすみ

2023年9月竣工、2023年10月27日就航、内海造船瀬戸田工場建造
1,500総トン、全長76.9m、幅13.3m、深さ3.7m、ディーゼル×2基、航海速力16.4ノット、旅客定員500名
就航前の2023年10月に開催された燃ゆる感動かごしま国体において、天皇・皇后の「お召し船」として鹿児島市から垂水市への移動に使用された。
- フェリー第十二おおすみ

2023年9月進水、2024年1月12日就航、内海造船瀬戸田工場建造
1,500総トン、全長76.9m、幅13.3m、深さ3.7m、ディーゼル×2基、航海速力16.4ノット、旅客定員500名

### 過去の船舶

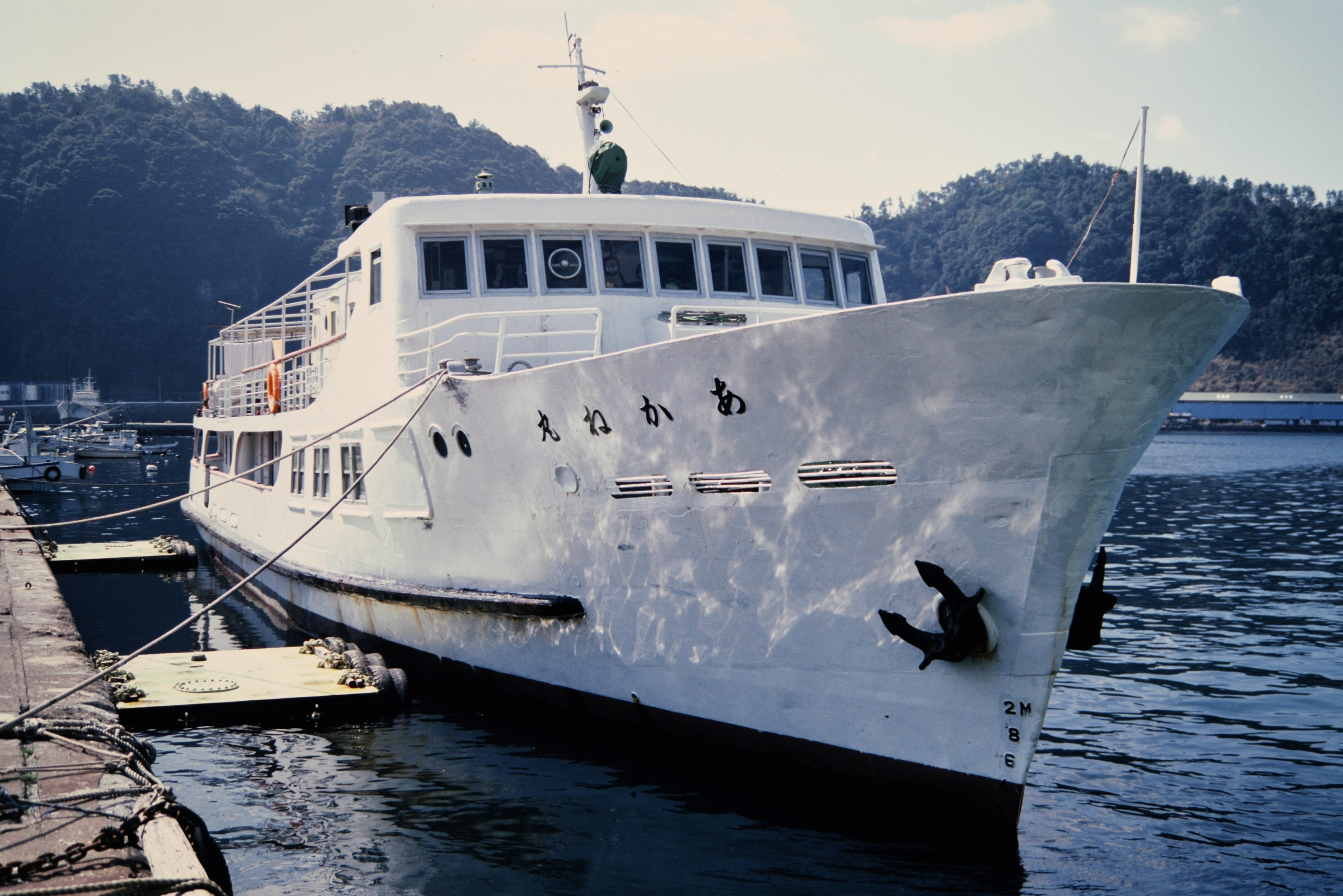
あかね丸（1987年）

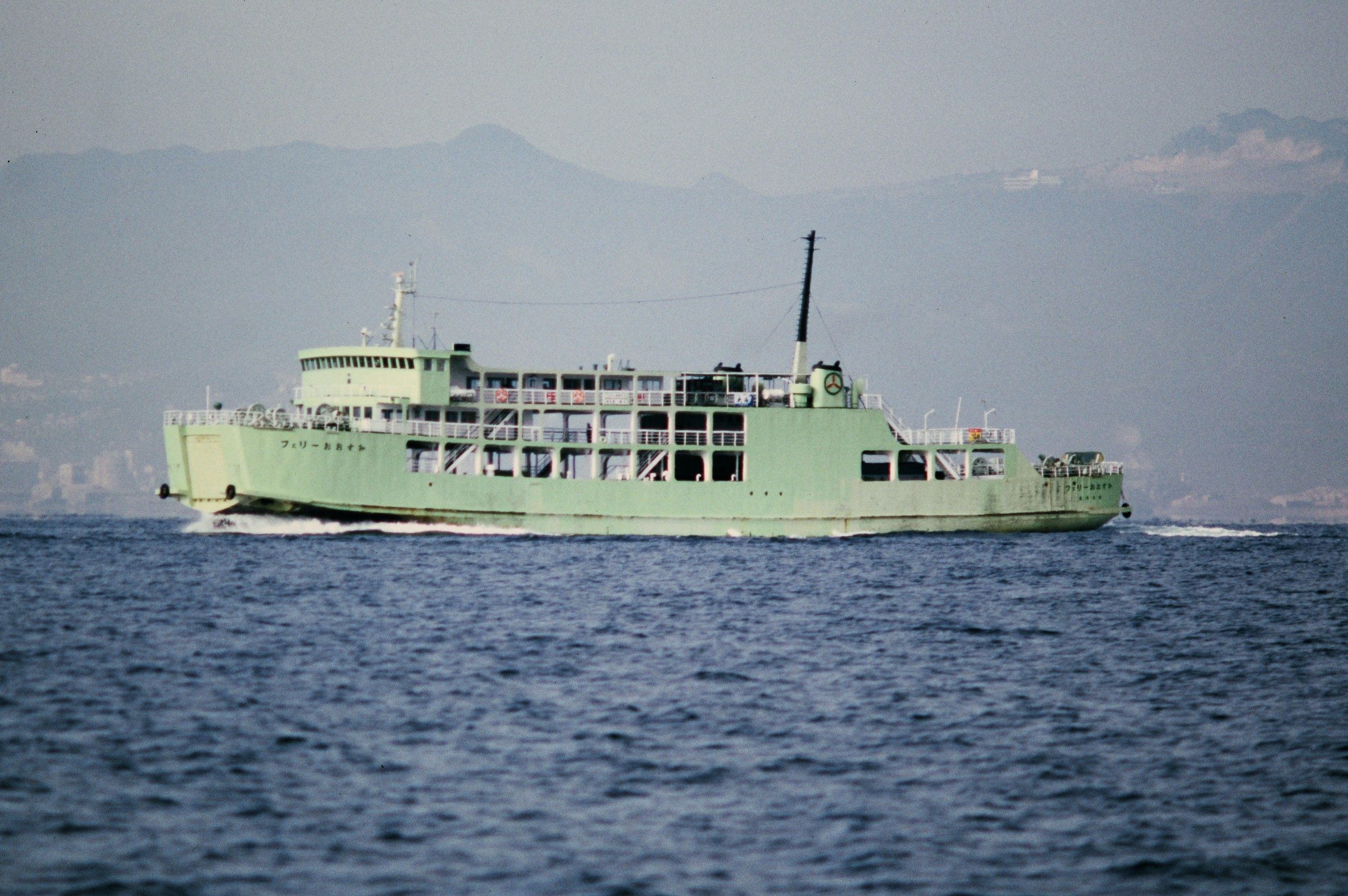
フェリーおおすみ（1987年）

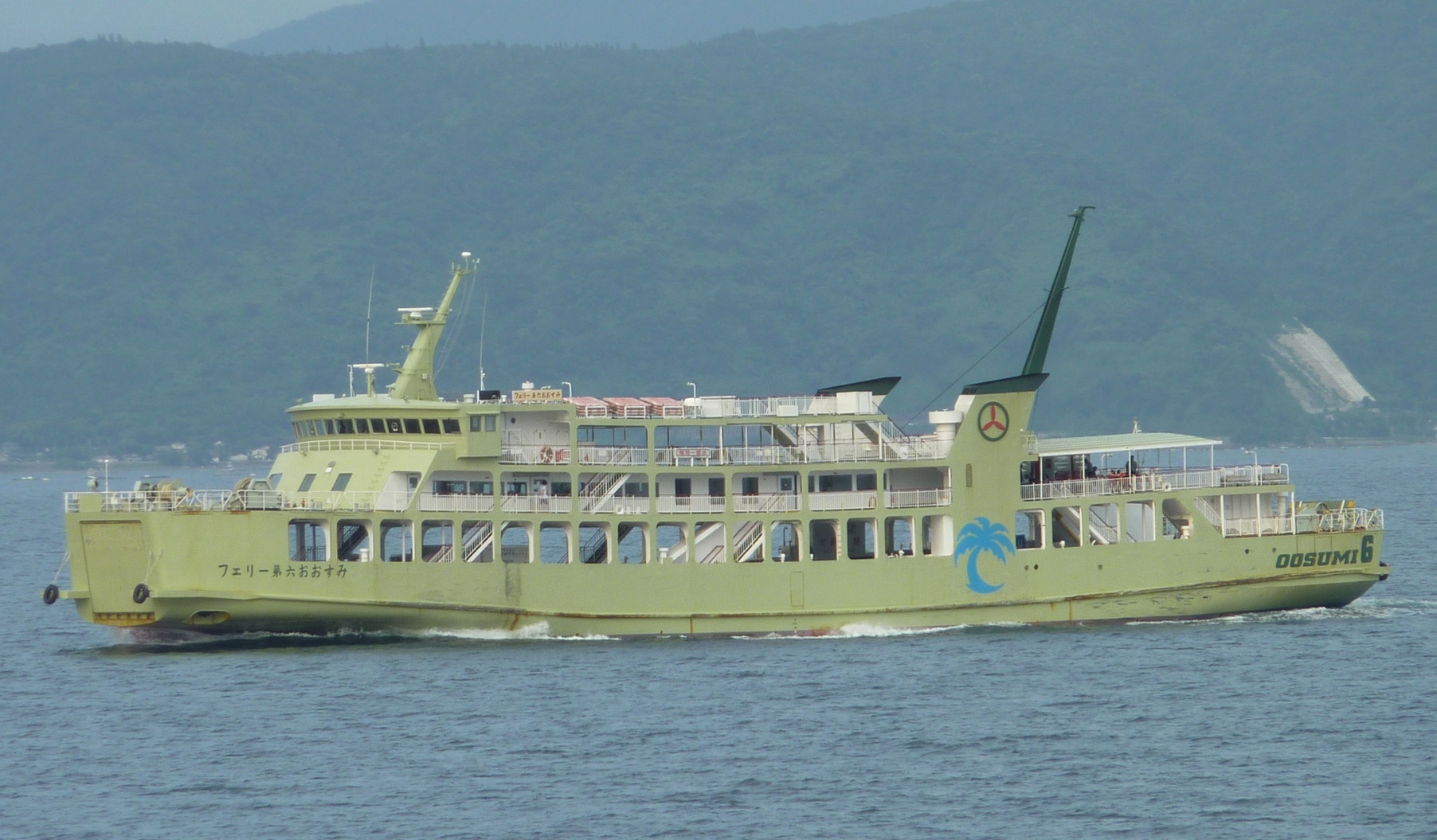
フェリー第六おおすみ（2010年）

#### 旅客船
- 垂水丸[16]

1921年就航
- 第一垂水丸 (初代)[17]

1923年5月進水、個人船主所有、木造
39総トン、登録長20.7m、幅3.8m、深さ1.8m、機関出力37ps
- 第二垂水丸[17]

1926年10月進水、もと個人船主所有、木造
50総トン、登録長23.0m、幅4.0m、深さ1.7m、機関出力110ps
- 第三垂水丸[17]

1930年8月進水、もと個人船主所有、木造
73総トン、登録長26.3m、幅4.6m、深さ1.9m、機関出力140ps
- 第五垂水丸[17]

1932年9月進水、三菱重工業神戸造船所建造
77総トン、登録長27.4m、幅5.0m、深さ2.2m、機関出力220ps
- 第六垂水丸[19] → 第一垂水丸 (2代)[20]

1935年10月進水、1936年就航、川崎造船所建造
122.22総トン、登録長30.75m、幅5.33m、深さ2.13m、ディーゼル1基、速力10.35ノット、旅客定員342名→300名
1944年の事故後、浮揚・修復され「第一垂水丸」に改名
- 第七垂水丸[16]

1947年就航
- 第十垂水丸[22]

1954年7月25日竣工、佐世保船舶建造
123.89総トン、登録長29.49m、幅5.60m、深さ2.50m、ディーゼル1基、450ps、航海速力12.5ノット、旅客定員350名
- にしき丸[24]

1960年7月16日竣工、神田造船所建造
147.32総トン、全長34.40m、型幅5.90m、型深さ2.50m、ディーゼル1基、650ps、航海速力13.20ノット、旅客定員280名
- あかね丸[25]

1963年12月14日竣工、神田造船所建造
182.36総トン、全長35.60m、幅6.30m、深さ2.75m、ディーゼル1基、800ps、航海速力13.5ノット、旅客定員90名
南海郵船最後の在来客船。1987年引退

#### フェリー
- フェリーおおすみ

1974年4月竣工、中村造船鉄工所建造
992総トン、全長71.2m、幅13.3m、深さ4.7m、ディーゼル×2基2軸、5,600PS、航海速力16.5ノット、旅客定員737名
- フェリー第二おおすみ

1974年7月竣工、中村造船鉄工所建造
990総トン、全長71.2m、幅13.3m、深さ4.7m、ディーゼル×2基2軸、5,600PS、航海速力16.5ノット、旅客定員737名
- フェリー第三おおすみ

1974年6月竣工、中村造船鉄工所建造
992総トン、全長71.2m、幅13.3m、深さ4.7m、ディーゼル×2基2軸、5,600PS、航海速力16.5ノット、旅客定員737名
- フェリー第五おおすみ[25]

1984年3月30日竣工、同年4月2日就航、林兼造船長崎造船所建造、船舶整備公団共有
1,300総トン、全長71.24m、型幅13.30m、型深さ4.70m、ディーゼル2基、4,200ps、航海速力15.5ノット、旅客定員800名、バスまたはトラック14台、乗用車20台
後年は山川 - 根占航路に転配された。
- フェリー第六おおすみ

1989年11月29日就航、2011年9月8日引退、林兼船渠建造（第975番船）
1,196総トン、全長76.2m、幅13.3m、深さ4.69m、ディーゼル×2基、4,600PS、航海速力15.0ノット、旅客定員737名

#### 高速船
- きんこう[28] (高速船)

1987年7月竣工、鈴木造船建造
64総トン、登録長23.31m、幅5.60m、深さ2.52m、ディーゼル2基、2,000ps、軽合金製
「あかね丸」代替として、湾内航路に就航

## 大隅半島直行バス路線の海上部分
鴨池・垂水両港へのアクセス路線に加え、鹿児島市-鹿屋市間の直行便バスが運行されている（鹿屋市コミュニティバス#鹿児島中央駅-鹿屋間直行バス）。バス車両は乗客ともども鴨池・垂水フェリーで運搬される。
鹿児島市と鹿屋市の間を最短距離で結ぶために導入された。車体ごとフェリーに乗り込む路線バスとしては、現存する全国唯一の例である。

## 南海うどん
各船内では一部時間帯を除きうどん店「南海うどん」が営業しており名物となっている。船内で案内放送が行われるほか、うどんの通信販売も行っている。
運営は同じいわさきグループの白露酒造うどん事業部である。

## 事務所
- 鹿児島市側：鹿児島市鴨池新町23-5 北緯31度33分12秒 東経130度33分36秒 / 北緯31.55333度 東経130.56000度
- 垂水市側：垂水市潮彩町1丁目 北緯31度29分4秒 東経130度41分30秒 / 北緯31.48444度 東経130.69167度